# ایت قواشه
آیت قواشه (به عربی: أیت قواشة) یک شهرداری در الجزایر است که در استان تیزی وزو واقع شده‌است.